# Baloghia montana
Baloghia montana är en törelväxtart som först beskrevs av Johannes Müller Argoviensis, och fick sitt nu gällande namn av Ferdinand Albin Pax. Baloghia montana ingår i släktet Baloghia och familjen törelväxter. Inga underarter finns listade i Catalogue of Life.